# Wilhelm Sieh

Wilhelm Sieh

Wilhelm Sieh (* 19. Mai 1892 in Groß-Wisch; † 10. Dezember 1970 in Eutin) war ein deutscher Politiker (NSDAP) und stellvertretender Gauleiter im Gau Schleswig-Holstein seit 1934.

## Leben und Wirken
Nach dem Besuch der Volksschule und des Gymnasiums in Meldorf durchlief Sieh eine kaufmännische Lehre bei der Straßen-Eisenbahn in Hamburg. Anschließend war er bei der Hamburger Hochbahn Aktiengesellschaft in Hamburg angestellt.
Kurz nach dem Ausbruch des Ersten Weltkrieges trat Sieh im August 1914 als Kriegsfreiwilliger in das Infanterie-Regiment „Graf Bose“ (1. Thüringisches) Nr. 31 der Preußischen Armee ein, mit dem er bis 1918 an der Westfront kämpfte. Im Krieg wurde er 1915 und 1916 schwer verwundet und mit dem Eisernen Kreuz II. Klasse sowie dem Verwundetenabzeichen ausgezeichnet. Nach Kriegsende kehrte er am 1. August 1919 in seinen alten Beruf zurück. Am 11. April 1933 wurde er dort zum Prokuristen und Personalchef befördert.
1934 wurde Sieh zum Mitglied des Preußischen Provinzialrats ernannt. Ab 1934 bekleidete Sieh das Amt des stellvertretenden Gauleiters von Schleswig-Holstein.
Vom 29. März 1936 bis zum Ende der NS-Herrschaft im Frühjahr 1945 saß Sieh als Abgeordneter im nationalsozialistischen Reichstag, in dem er den Wahlkreis 13 (Schleswig-Holstein) vertrat.